# جون كوبلاند
جون كوبلاند (بالإنجليزية: John Copeland)‏ هو لاعب كرة قدم أمريكية أمريكي، ولد في 20 سبتمبر 1970 في لانيت في الولايات المتحدة.

## وصلات خارجية
- جون كوبلاند على موقع مرجع كرة القدم المحترفة.كوم (الإنجليزية)